# Ridgewayia stygia
Ridgewayia stygia is een eenoogkreeftjessoort uit de familie van de Pseudocyclopidae. De wetenschappelijke naam van de soort is voor het eerst geldig gepubliceerd in 2000 door Ohtsuka, Kase & Boxshall.